# مجيد قيصري
مجيد قيصري (بالفارسية: مجيد قيصرى) ( ديسمبر 1966 في طهران، إيران) كاتب وروائي إيراني.عضو لجنة التحكيم ضمن مهرجانات أدبية مختلفة في إيران .حاصل على جائزة أوراسيا الدولية من روسيا عن روايته الأولى لعام 2018.

## النشأة والتعليم
ولد مجيد في ديسمبر 1966 في حي نارماك، طهران، إيران. عندما كان في الثامنة عشرة عام 1984 ذهب إلى حرب إيران والعراق طواعيةً وبقي في الجبهة حتى نهاية الحرب. بعد انتهاء الحرب عام 1989 واصل دراسته في علم النفس وأخيراً في عام 1993 حصل على درجة البكالوريوس في هذا المجال من جامعة العلامة طباطبائي .في عام 1993 بدأ الكتابة بطريقة منظمة وعلمية، ليتطور أسلوبه عام 1995 ويدخل مجال الرواية الأدبية وينتج العديد من الأعمال في مجال القصة القصيرة والرواية الطويلة.

## المؤلفات
- القبر الأبيض (2019) [8] [9]
- الاحتفال العام (2016) [10] [11] [12] [13]
- الجارديان المظلم (2014) [14] [15]
- بلاد الشام (2008) [16] [17]
- يعني ثلاثة كهنة (2013) [18] [19] [20]
- ثلاث فتيات بائع زهور (2005) [21] [22]
- حديقة متعثرة (2006) [23] [24]
- مأدبة رصاصة (2000) [25] [26]
- السلام (1995) [27]
- بمجرد حرب (1996) [28] [29]
- طعم البارود (1998) [30] [31]
- الشخص الثالث من اليسار (2000) [32] [33] [34]
- العجل المتجول (2007) [35] [36] [37]
- ماهي زارد 2013 [38]
- رجل جسد ملاك (2008) [39] [40]
- المكتنز تحت الأرض (2011) [41] [42]
- عدم تغيير اسمك بعد الآن (2009) [43] [44] [45]
- الرباط (2011) [46] [47] [48] [49]

### الأعمال المُترجمة
تُرجمت بعض كتب مجيد إلى لغاتٍ أخرى ومنها
- المويستروك بقلم ماجد الغيساري ، ترجمة مهران تغفيبور، باللغة الإنجليزية، 2013.[50][38]
- تصور بشكل مختلف، ترجمة مهران تغفايبور، باللغة الإنجليزية، 2013.[51][52]
- عدم تغيير اسمك بعد الآن، بقلم ماجد الغيساري ، ترجمة روى فيسيه، بالفرنسية، 2019.[53][44]

## الجوائز

### جوائز عالمية
- الفائز بجائزة رواية أوراسيا للعام في روسيا عن كتاب ثلاثة كهنة.[4][54]

### جوائز داخل إيران
- جدير بالثناء على مجموعة قصص الجارديان المظلم في حفل جلال الأحمد الأدبي الثامن [55] [56]
- الأعمال المختارة السادسة (2006) [57] والثامنة (2008) جائزة الشهيد حبيب غانيبور للكتاب السنوي [58] [59]
- أعمال مختارة لجائزة مهرجان الأدبية عام 2007 [60]
- أعمال مختارة لجائزة أصفهان الأدبية السادسة عام 2008 [61] [62]
- أفضل كتاب للعام من قبل جمعية القلم الإيرانية لكتاب( ثلاث فتيات زهور )عام 2006 [63]
- جائزة القلم الذهبي لكتاب ( ثلاث فتيات زهور )" في عام 2006 [64] [65] [66] [67]
- أفضل قصة قصيرة للسنة لكتاب العجل المتجول عام 2006 [65] [67]
- جائزة عشرون عاما من الأدب الخيالي عن كتاب العجل المتجول [65] [67]
- جائزة أصفهان الأدبية عن كتاب ( ثلاث فتيات بائع زهور )" [68]
- جائزة PECA لكتاب ( مأدبة للرصاصة )" عام 2001 [69]
- مرشح في قسم الرواية من جائزة هوشانغ جولشيري الأدبية العاشرة لكتاب ( الرباط )" في عام 2011 [70] [71]